# Raúl Mac Burney
Raúl Milton Mac Burney (1948-24 de julio de 2023) fue un político argentino que se desempeñó como intendente de las ciudades de Rawson y Gaiman en la provincia del Chubut. En esta última ciudad se desempeñó en el cargo durante cuatro períodos.

## Carrera
Se desempeñó como intendente de la ciudad de Rawson entre 1980 y 1982.
En calidad de ciudadano argentino de ascendencia galesa, el 27 de noviembre de 1985 participó junto a la delegación de Argentina ante el Comité de Descolonización de las Naciones Unidas en Nueva York en la petición anual ante el organismo solicitado negociaciones con el Reino Unido por la soberanía de las Islas Malvinas. Allí estuvo junto con Alejandro Betts y Susan Couttes de Maciello, ciudadanos argentinos nacidos en las islas. Allí expuso sobre el desarrollo de la colonia galesa del Chubut bajo bandera argentina, para que sea imitada por los habitantes de las islas. En 2007 entregó la documentación de su participación en la ONU al Centro de Veteranos de Guerra del Chubut.
Fue intendente de Gaiman entre 1983 y 1987 y 1987 y 1991, y entre 1999 y 2003 y 2003 y 2007. Más tarde se desempeñó como Subsecretario de Coordinación con Organismos Multilaterales de Crédito del gobierno del Chubut, y luego como titular de la Unidad Ejecutora Provincial y finalmente presidente del Instituto Autárquico de Colonización y Fomento Rural (IAC) del gobierno provincial. En 2011 fue denunciado penalmente por una venta ilegal de 200 hectáreas de tierras a un poblador del área de Cholila. Más tarde fue sobreseído de la causa.
También se ha desempeñado como presidente del Partido Proyección Vecinal del Chubut (ProVeCh), y como asesor ad honorem de un concejal de Gaiman. Originalmente perteneció al Partido Acción Chubutense (PACH) y luego formó parte del Partido Justicialista (PJ) y más tarde del ProVeCh.
En 2011 intentó ser electo en Gaiman, presentándose como candidato en el partido local Unión para el Crecimiento de Gaiman (UpeCdG). En 2015 intentó nuevamente ser electo en Gaiman, presentándose como candidato por la Alianza Cambiemos Gaiman.